# Asante Twi
Asante Twi är en dialekt av akan med 2,8 miljoner talare (2004).
Asante Twi har två toner.